# Ramboldia quaesitica
Ramboldia quaesitica är en lavart som beskrevs av Elix & Kalb. Ramboldia quaesitica ingår i släktet Ramboldia och familjen Lecanoraceae.   Inga underarter finns listade i Catalogue of Life.